# Lesnická a dřevařská fakulta Mendelovy univerzity v Brně
Lesnická a dřevařská fakulta Mendelovy univerzity v Brně (zkratka LDF MENDELU) je veřejná vysoká škola se zaměřením na lesnictví, myslivost, krajinářství, arboristiku, ochranu přírody, dřevařství, nábytkářství a design. Byla založena v roce 1919 jako součást Vysoké školy zemědělské v Brně. Výuka lesnického odboru byla zahájena 27. října 1920. V současné době nabízí vzdělávání v bakalářském, magisterském i doktorském stupni studia, včetně výuky v anglickém jazyce. K výuce i výzkumné činnosti slouží více než 10 000 ha lesů Mendelovy univerzity ve správě Školního lesního podniku Masarykův les Křtiny. Výzkum, vývoj a expertní činnost fakulty jsou zaměřeny na ochranu lesních ekosystémů, zpracování dřeva, inovativní technologie a udržitelné využívání obnovitelných přírodních zdrojů.

## Studijní program
- Arboristika
- Biomateriály
- Design nábytku, program Výroba a design nábytku
- Integrovaná ochrana přírody
- Krajinářství
- Lesnictví, program Lesnictví
- Lesnictví tropů a subtropů
- Myslivost
- Stavby na bázi dřeva
- Technologie a management zpracování dřeva
- Výroba nábytku, program Výroba a design nábytku

## Ústavy
- Ústav ekologie lesa – zabývá se ekologickými tématy lesních ekosystémů, včetně produkce, stability, biodiverzity a vztahů organismů k prostředí a klimatu.[7]
- Ústav geologie a pedologie – specializuje se na aplikovanou geologii, geomorfologii, pedologii a jejich význam v lesnictví a krajinářství.[8]
- Ústav hospodářské úpravy lesů a aplikované geoinformatiky – propojuje hospodářskou úpravu lesa s GIS a moderními geoinformačními metodami.[9]
- Ústav inženýrských staveb, tvorby a ochrany krajiny – působí v oblasti vodního hospodářství, staveb v krajině a ochrany krajinného prostředí.[10]
- Ústav lesnické botaniky, dendrologie a geobiocenologie – zabývá se biologií dřevin, vegetační ekologií a vztahy v přírodních ekosystémech.[11]
- Ústav lesnické a dřevařské ekonomiky a politiky – řeší aspekty lesnicko-dřevařského sektoru, obnovitelných přírodních zdrojů a životního prostředí.[12]
- Ústav matematiky – zaměřuje se převážně na kvalitativní teorii diferenciálních rovnic a matematické modelování.[13]
- Ústav designu a nábytku – věnuje se výrobě a výzkumu nábytku, interiérovému designu a využití technologií v oblasti bydlení.[14]
- Ústav nauky o dřevě a dřevařských technologií – zaměřuje se na vlastnosti dřeva a technologie jeho zpracování.[15]
- Ústav ochrany lesů a myslivosti – soustředí se na ochranu lesů, stresovou ekologii, fytopatologii, entomologii a myslivost jako součást udržitelného hospodaření.[16]
- Ústav techniky – zabývá se technologiemi, stroji a provozem v lesnictví a dřevařství.[17]
- Ústav zakládání a pěstění lesů – zaměřuje se na pěstování lesů s důrazem na měnící se klimatické podmínky a udržitelné hospodaření s lesními zdroji.[18]